# Carex laeviconica
Carex laeviconica är en halvgräsart som beskrevs av Chester Dewey. Carex laeviconica ingår i släktet starrar, och familjen halvgräs. Inga underarter finns listade i Catalogue of Life.